# 香港大学新闻及传媒研究中心
香港大学新闻及传媒研究中心（英語：Journalism and Media Studies Centre；英文缩写JMSC），1999年9月在香港大学建立，为香港大学社会科学学院的一部分，教育项目包括研究生、本科生课程、研讨会、培训班等。

## 学术项目
- 报告和写作计划
- 媒体法律程序
- 中国项目
- 商业和金融新闻节目

## 教员
- 陈婉莹，教授兼主任

## 中国传媒研究计划
中国传媒研究计划是香港大学在2003年建立的，目前官方网站无法在中国内地访问。

### 主要人物
- 陈婉莹[1]
- 钱钢[2]
- 班志远[3]
- 程金福

### 访问学者
中国大陆的访问学者。
| Hu Shuli （胡舒立）       | Shi Zhe （施喆）     | Yang Jisheng （杨继绳） | He Xuefeng （何雪峰）   | Yang Daming （杨大明） | Jin Liping （靳丽萍）     |
| He Yanguang （贺延光）    | Lu Ye （陆晔）       | Sun Xupei （孙旭培）    | Shi Zhengmao （石正茂） | Hu Yong 胡泳 (學者)    | Lu Xinyu （呂新雨）       |
| Tang Jianguang （唐建光） | Li Yaling （李亚玲） | Liu Chang （刘畅）      | Wu Chongqing （吴重庆） | Pu Zhiqiang （浦志强） | Zhang Jianjing （张剑荆） |

| Liu Jianping （刘建平） | Sun Jie （孙杰）        | Yan Lieshan （鄢烈山）  | Zhu Xueqin （朱学勤） | Wang Keqin （王克勤） | Lu Yuegang （卢跃刚）   |
| Zhang Jie （张洁）      | Yang Haipeng （杨海鹏） | Zhai Minglei （翟明磊） | Zhong Cheng （钟诚）  | Zhan Jiang （展江）   | Zhao Shilong （赵世龙） |